# Amphoe Krathum Baen
Amphoe Krathum Baen (Thai: ทุ่ฝฝเชียงราย) ist ein Landkreis (Amphoe – Verwaltungs-Distrikt) im nördlichen Teil der Provinz Samut Sakhon. Die Provinz Samut Sakhon liegt in der Zentralregion  von Thailand.

## Geographie
Die Provinz Samut Sakhon liegt am nördlichen Ufer des Golf von Thailand
Die wichtigste Wasser-Ressource ist der Mae Nam Tha Chin (Tha-Chin-Fluss) und der Khlong Phasi Charoen (Phasi-Charoen-Kanal).
Benachbarte Bezirke (von Norden im Uhrzeigersinn): Amphoe Sam Phran der Provinz Nakhon Pathom, die Khet Nong Khaem und Bang Bon von Bangkok sowie die Amphoe Mueang Samut Sakhon und Ban Phaeo der Provinz Samut Sakhon.

## Wirtschaft
- Im Tambon Khlong Maduea des Landkreises befindet sich die Brother & Jan Kaffeerösterei (บริษัท บราเดอร์ แอนด์ แจน จำกัด), die den in Thailand mit fünf OTOP-Sternen prämierten „Ia-Sae-Kaffee“ (กาแฟเอี๊ยะแซ) herstellt. Der Kaffee wird in ausgewählten Plantagen sowohl in Nord- als auch Süd-Thailand angebaut. Das Ia-Sae-Stammhaus ist ein kleines chinesisches Café in der Nähe der Thanon Yaowarat, welches bereits Anfang des 19. Jahrhunderts während der Regierungszeit von König Prajadhipok (Rama VII.) gegründet wurde.[1]

## Geschichte
Das Gebiet des heutigen Krathum Baen war ursprünglich Teil des Amphoe Mueang Samut Sakhon. Der Landkreis Krathum Baen wurde 1900 eingerichtet. 1926 fügte die Regierung die Tambon Tha Mai, Bang Yang, Nong Kok Khai und Om Noi aus dem Amphoe Sam Phran der Provinz Nakhon Pathom hinzu.

## Verwaltung

### Provinzverwaltung
Der Landkreis Krathum Baen ist in zehn Tambon („Unterbezirke“ oder „Gemeinden“) eingeteilt, die sich weiter in 76 Muban („Dörfer“) unterteilen.
| Nr.  | Name               | Thai         | Muban | Einw.  |
| ---- | ------------------ | ------------ | ----- | ------ |
| 01.  | Talat Krathum Baen | ตลาดกระทุ่มแบน | 0-    | 20.763 |
| 02.  | Om Noi             | อ้อมน้อย       | 0-    | 52.177 |
| 03.  | Tha Mai            | ท่าไม้         | 12    | 09.978 |
| 04.  | Suan Luang         | สวนหลวง      | 13    | 29.836 |
| 05.  | Bang Yang          | บางยาง       | 13    | 05.099 |
| 06.  | Khlong Maduea      | คลองมะเดื่อ    | 11    | 19.901 |
| 07.  | Nong Nok Khai      | หนองนกไข่     | 08    | 03.634 |
| 08.  | Don Kai Di         | ดอนไก่ดี       | 06    | 07.165 |
| 09.  | Khae Rai           | แคราย        | 05    | 06.831 |
| 010. | Tha Sao            | ท่าเสา        | 08    | 06.826 |

### Lokalverwaltung
Es gibt eine Kommune mit „Großstadt“-Status (Thesaban Nakhon) im Landkreis:
- Om Noi (Thai: เทศบาลนครอ้อมน้อย) bestehend aus dem kompletten Tambon Om Noi.

Es gibt eine Kommune mit „Stadt“-Status (Thesaban Mueang) im Landkreis:
- Krathum Baen (Thai: เทศบาลเมืองกระทุ่มแบน) bestehend aus dem kompletten Tambon Talat Krathum Baen.

Es gibt zwei Kommunen mit „Kleinstadt“-Status (Thesaban Tambon) im Landkreis:
- Don Kai Di (Thai: เทศบาลตำบลดอนไก่ดี) bestehend aus dem kompletten Tambon Don Kai Di.
- Suan Luang (Thai: เทศบาลตำบลสวนหลวง) bestehend aus dem kompletten Tambon Suan Luang.

Außerdem gibt es sechs „Tambon-Verwaltungsorganisationen“ (องค์การบริหารส่วนตำบล – Tambon Administrative Organizations, TAO)
- Tha Mai (Thai: องค์การบริหารส่วนตำบลท่าไม้) bestehend aus dem kompletten Tambon Tha Mai.
- Bang Yang (Thai: องค์การบริหารส่วนตำบลบางยาง) bestehend aus dem kompletten Tambon Bang Yang.
- Khlong Maduea (Thai: องค์การบริหารส่วนตำบลคลองมะเดื่อ) bestehend aus dem kompletten Tambon Khlong Maduea.
- Nong Nok Khai (Thai: องค์การบริหารส่วนตำบลหนองนกไข่) bestehend aus dem kompletten Tambon Nong Nok Khai.
- Khae Rai (Thai: องค์การบริหารส่วนตำบลแคราย) bestehend aus dem kompletten Tambon Khae Rai.
- Tha Sao (Thai: องค์การบริหารส่วนตำบลท่าเสา) bestehend aus dem kompletten Tambon Tha Sao.